# ラッキーチューン
「ラッキーチューン」は、ANNAの1作目のシングル。2008年5月28日にジェネオンエンタテインメントから発売された。

## 概要
- 表題曲「ラッキーチューン」は、TBS系アニメ『To LOVEる -とらぶる-』エンディングテーマとして使用された。

B面「星のカケラ」は、PSP専用ゲーム「To LOVEる-とらぶる- ドキドキ！臨海学校編」のテーマ曲として使用された。

## 収録曲
1. ラッキーチューン [3:55]
作詞:伊藤正恵、作曲・編曲:佐々倉有吾
2. 星のカケラ [4:36]
作詞・作曲・編曲:山元祐介
3. ラッキーチューン（Instrumental）
4. 星のカケラ（Instrumental）